# Frederick Grubb
Frederick Henry Freddie Grubb (Kingston upon Thames, Londres, 27 de maig de 1887 – Surrey, 6 de setembre de 1949) va ser un ciclista anglès que va competir durant la dècada de 1910.
El 1912 prendre part en els Jocs Olímpics d'Estiu d'Estocolm, on va disputar dues proves del programa de ciclisme. En ambdues, la contrarellotge per equips, formant equip amb William Hammond, Leonard Meredith i Charles Moss, i la contrarellotge individual, guanyà la medalla de plata.
El 1914, després de retirar-se de les curses, va crear una empresa de fabricació de bicicletes, FH Grubb, a Brixton, prop de Londres. El 1920 la fabricació es va traslladar a Croydon i el 1926 a Twickenham. El 1947 l'empresa va ser comprada per Holdsworth, que va utilitzar la marca Freddie Grubb fins al 1978.
El 1914 fou el primer ciclista anglès en disputar una gran volta, el Giro d'Itàlia.